# Flugplatz Gruibingen-Nortel

i7
i11
i13
Der Flugplatz Gruibingen-Nortel (ICAO-Code: EDSO) ist ein auf dem Gebiet der Gemeinde Gruibingen im Landkreis Göppingen liegender Sonderlandeplatz.

## Geschichte
Der seit 1971 als Segelfluggelände genutzte Flugplatz erhielt 2014 die Klassifizierung eines Sonderlandeplatzes. Eigentümer und Betreiber ist der Aeroclub Göppingen-Salach, ein 2002 gebildeter Zusammenschluss der Fliegergruppen Göppingen und Salach.
Jährlich am ersten September-Wochenende wird ein Flugplatzfest veranstaltet. Außerdem findet jedes Jahr ein Holzfliegertreffen statt.

## Platzdaten
Der Platz ist zugelassen für Motorflugzeuge, Segelflugzeuge, selbststartende Motorsegler, Ultraleichtflugzeuge und Hubschrauber. Das Startgewicht darf 2.000 kg nicht überschreiten. Auch findet am Platz Modellflug statt. Getankt werden kann Superbenzin und Flugbenzin.